# Nuagisme
Le nuagisme est un mouvement de peinture abstraite initié par un critique d'art français particulièrement novateur, Julien Alvard et auquel participèrent de jeunes peintres français et étrangers entre 1955 et 1973. L'apport majeur du nuagisme fut de retrouver, dans la peinture du XXe siècle, la « transparence et la profondeur » que la frontalité de l'abstraction géométrique avait rejeté du champ pictural.
Se retrouvèrent dans cette approche Nasser Assar,  Frédéric Benrath, Manuel Duque, René Duvillier, Pierre Graziani, René Laubiès, Marcelle Loubchansky et Fernando Lerin. 
Le terme de nuagisme fut inventé par un critique, d'une façon moqueuse, condescendante et simplificatrice, pour reprendre les termes de Julien Alvard, à l'occasion de l'exposition organisée par ce dernier à la galerie Breteau en 1959, exposition intitulée Yann, du nom du héros d'un livre de Pierre Loti. Les tourbillons de René Duvillier, les nœuds et volutes de Frédéric Benrath, les formes obscures de Fernando Lerin traduisaient les sensations internes de ces artistes et leur ouverture sur des éléments naturels, pouvant parfois évoquer des nuages.
La plupart des expositions collectives des peintres nuagistes, en France et à l'étranger, furent organisées entre 1955 et 1973, la plupart par Julien Alvard lui-même. Les peintres participant à ces expositions n'étaient pas toujours les mêmes mais se retrouvaient régulièrement dans une approche commune, étant influencés à la fois par la peinture abstraite américaine et par la tradition orientale.

## Caractéristiques
Les peintres nuagistes dévoilent les facultés imaginatives des effets naturels, débouchant sur un paysagisme abstrait conçu comme un lien entre la nature extérieure et le paysage intérieur. Ils ne reproduisent pas des ciels dans une approche figurative mais font apparaître des nuées, des volutes pour leur élan vital, leur souffle créateur. Le culte de la matière est également remis en cause par les peintres nuagistes qui expriment une fluidité ouvrant sur des espaces pratiquement insaisissables. L'utilisation d'une technique particulière, celle du travail au chiffon sur un fonds encore frais, contribue à l'effet de transparence recherché. 
Les nuagistes se situent clairement dans une traduction picturale qu'ils reconnaissent et revendiquent même. Leurs toiles paraissent, en effet, en correspondance avec les nuées d'aurore des paysages mythologiques de Claude Lorrain ou des ciels d'orage de Ruisdael, ainsi qu'avec les perspectives évanescentes de Tiepolo. William Turner invite dans ses brumes à une recherche de l'infini des choses, à une perception au-delà du réel, préfigurant la peinture informelle, à l'instar du Monet des Nymphéas.
Le nuagisme se situe dans la mouvance de l'abstraction lyrique, de l'art informel et du tachisme. Il revendique une véritable insurrection contre la forme, selon l'expression de Julien Alvard. La forme doit être déconstruite et reconstruite en permanence. Il est également marqué par l'utilisation du vide, qui suggère l'infini. La dimension cosmique est également présente. Les couleurs et leurs variations d'intensité sont également au cœur de la démarche picturale des nuagistes.

## Expositions collectives
- 1955 : Appel au non sens (galerie Grange, Lyon), avec Benrath, Graziani, Laubiès
- 1957 : L'Art moral (galerie Arnaud, Paris), avec Benrath, Duvillier, Graziani, Laubiès
- 1958 : Le Vide et l'obscurité (galerie Kleber, Paris), avec Benrath, Duvilliers, Loubchanski
- 1959 : Yann (galerie Breteau, Paris), avec Benrath, Duque, Duvillier, Lerin
- 1960 : Antagonismes (musée des arts décoratifs, Paris), avec Assar, Benrath, Duvillier, Graziani, Laubiès, Lerin, Loubchanski
- 1961 : Les Nuagistes (galerie Breteau, Paris), avec Benrath et Graziani
- 1964 : Le nuage crève, transparence et profondeur (Galerie internationale d'art contemporain, Paris), avec Assar, Benrath, Duvillier, Graziani, Laubiès, Lerin
- 1966 : Pourquoi nous combattons ou la civilisation des cimes (Salines royales d'Arc et Senans), avec Assar, Benrath, Duvillier, Graziani, Laubiès, Lerin, Loubchanski
- 1970 : Trois tendances de l'art contemporain en France (musées de Munich, Anvers, Bruxelles, Dublin, Lisbonne, Porto, Milan, Florence), avec Benrath, Duvillier, Graziani, Laubiès, Lerin
- 1973 : Le nuagisme même (musée des Beaux-arts, Lyon), avec Benrath, Duvillier, Graziani, Laubiès, Loubchanski
- 1977 : Hommage à Julien Alvard (château d'Ancy-le-Franc), avec Assar, Benrath, Laubiès, Lerin
- 1981 : Le clair et l'obscur (musées d'Evreux, Clamecy, Perpignan, Bourges), avec Benrath, Duvillier, Graziani, Laubiès
- 2008 : Les Nuagistes (collégiale Saint-André-Musée des Beaux-arts de Chartres), avec Assar, Benrath, Duque, Duvillier, Graziani, Laubiès, Lerin, Loubchanski

## Membres du groupe
- Nasser Assar
- Frédéric Benrath
- René Duvillier
- Manuel Duque
- Jean-Claude Fiaux
- Pierre Graziani
- René Laubiès
- Fernando Lerin
- Marcelle Loubchansky

## Articles
- Julien Alvard, « D'une nature sans limites à une peinture sans bornes », Art d'aujourd'hui, juillet 1953
- Gérald Gassiot-Talabot, « Le nuage crève », Cimaise, Juillet 1964
- Gérald Gassiot-Talabot, « Les nuagistes » Opus international, novembre 2011
- Grenier Jean, « Le nuagisme », Chefs-d'œuvre de l'art, septembre 1963
- Rey Jean-Dominique, « Le nuagisme », Jardin des arts, 1965